# Roncadella
Roncadella o Villa Roncadella (Runcadèla in dialetto reggiano) è una frazione rurale del comune di Reggio Emilia 
composta, per lo più, da case sparse. 

## Geografia
Posta a 8 km dal centro della città, è situata nella zona est del territorio comunale.

## Storia
I più antichi accenni al luogo si trovano in un documento del 1116 e dagli Estimi del 1315 si sa che era un piccolo comune, il quale rimase indipendente fino al 1798, venne in seguito ripristinato poi unito a quello di Bagno e infine a quello di Reggio nel 1815. La villa deve il suo nome a dei gruppi di sterpaglie che anticamente ricoprivano la zona. Roncadella ha una modesta chiesa parrocchiale risalente al 1147 e restaurata nella forma attuale nel 1820.
Le famiglie storiche della frazione sono attualmente i Bondavalli, i Crotti, i Prandi ed i Torricelli, storiche famiglie di agricoltori reggiani da sempre presenti sul territorio.

## Monumenti e luoghi d'interesse
- Chiesa dei Santi Grisanto e Daria, rifatta nelle forme attuali nella prima metà del XIX secolo;
- Monumento ai Caduti